# Испанская кухня

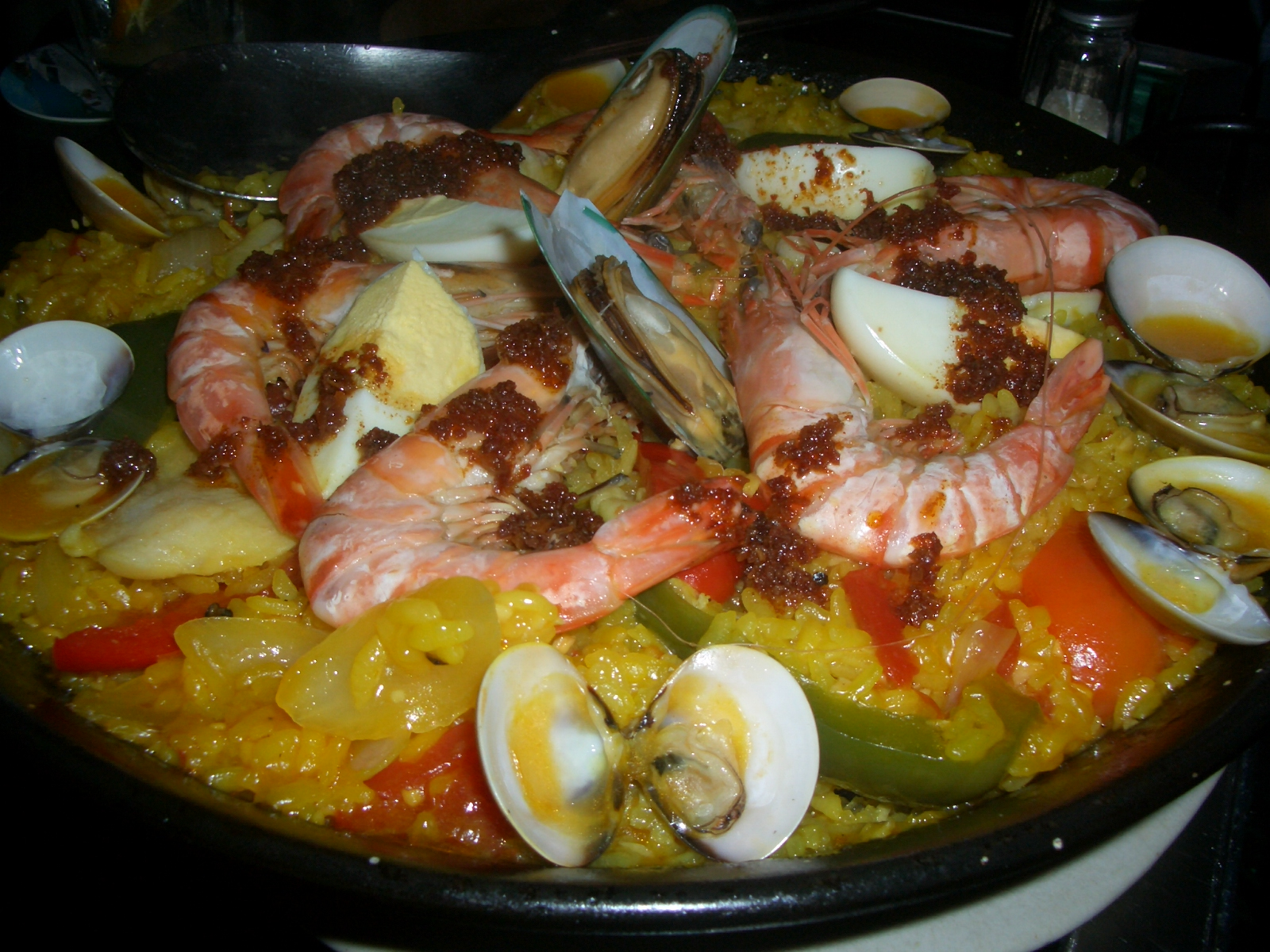
Паэлья

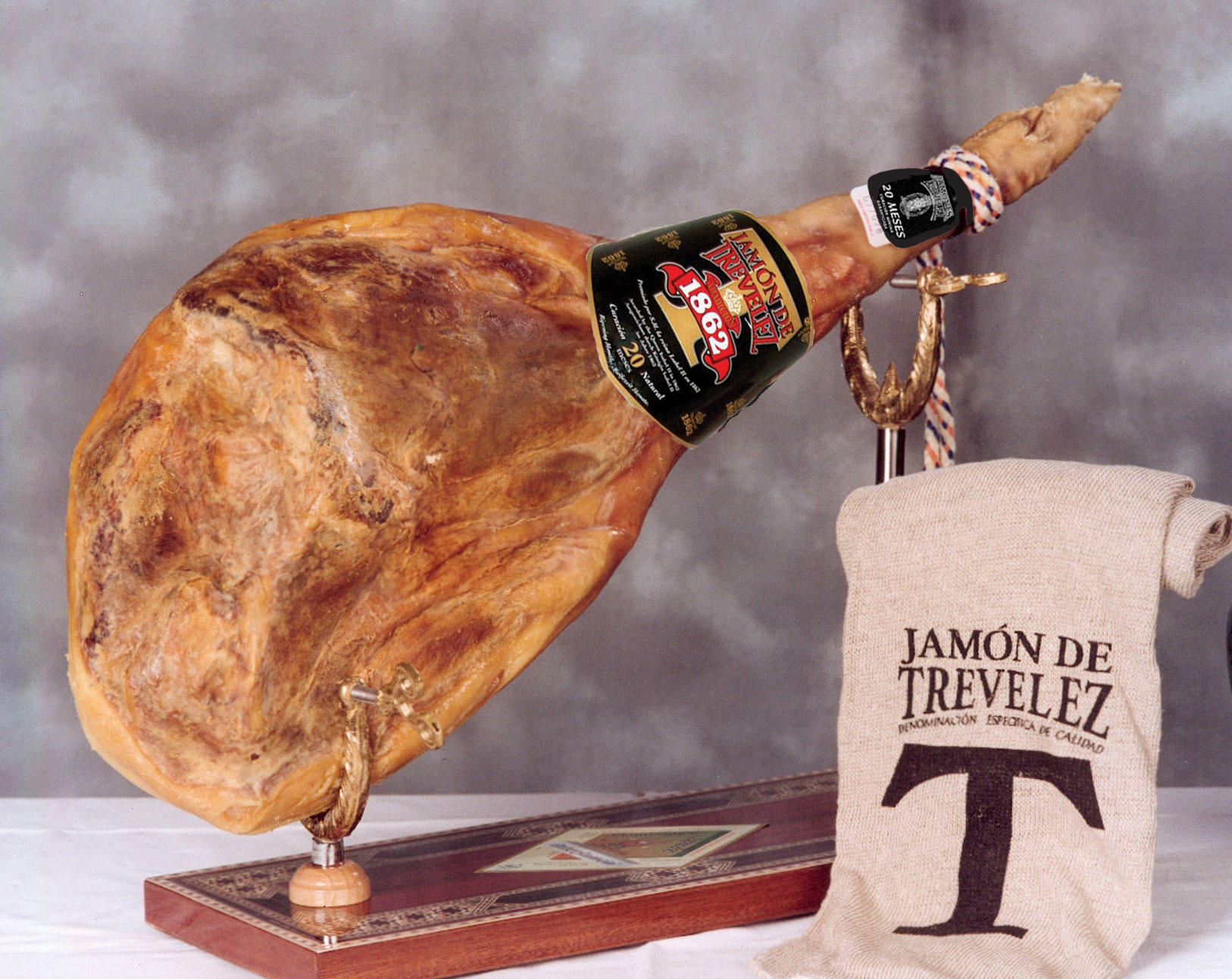
Хамон

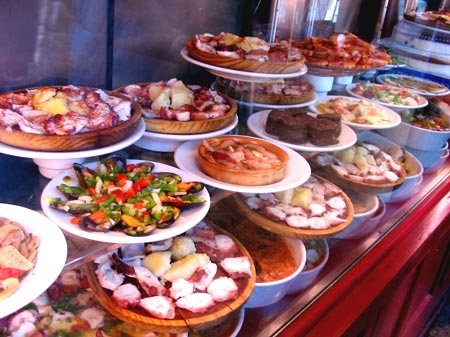
Тапас

Испанская кухня — национальная кухня Испании, сложившаяся на основе многообразия кулинарных традиций её регионов, обусловленного географическим положением, климатом и культурными особенностями.

## Представление об испанской кухне в мире и реальность
Согласно популярным представлениям, кухня Испании является «средиземноморской диетой» с приготовлением еды на основе фруктов, овощей, бобовых, риса, морепродуктов, злаков и зелени. Однако в реальности, в испанской кухне больше мясных блюд, чем, например, рыбных. Национальным испанским блюдом является окорок хамон, а не только паэлья. Потребление овощей и фруктов среднестатистическим испанцем также далеко от пяти рационов питания, предписываемых средиземноморской диете. Пять рационов питания для фруктов — это примерно два с половиной стакана сока или два яблока в день. Для зелени — два с половиной стакана мелко нарезанных овощей, то есть две тарелки свежего салата в день. Использование оливкового масла для приготовления пищи сегодня является повсеместным в испанской кухне, но вплоть до начала XX столетия самыми распространенными жирами в испанской кухне были животные.
Испанская кухня не единая национальная кухня, а 17 различных кухонь её регионов. Сама по себе испанская кухня очень проста. Главным её составляющим является лук, чеснок, сладкий перец, зелень и оливковое масло.

## Региональные кулинарные традиции
В каждом регионе страны существуют свои неповторимые кулинарные традиции. Общие атрибуты испанской трапезы для всех областей Испании — оливковое масло, чеснок, ароматические травы и вино. Огромное разнообразие продуктов и рецептов испанской кухни обусловлено прежде всего благоприятным климатом, способствующим произрастанию множества сельскохозяйственных культур. При приготовлении блюд широко используется рис, в частности, в знаменитой паэлье.
Северное побережье Атлантического океана Испании славится своими утончёнными соусами и супами. Самой изысканной в Испании считается кухня басков. Кухня Кантабрии знаменита своими блюдами из моллюсков, форели, сардин, а также блюдом из риса со свежим лососем «рис по-сантандерски» (исп. arroz santanderino). Астурийская кухня получила известность благодаря фабаде — блюду из местной белой фасоли с салом и различными видами колбас. Галисию в испанской кухне представляют отварной осьминог, свиные ножки с листьями брюквы, рыба мерлан, тушёная в глиняном горшочке. Мясные блюда из Арагона неизменно сопровождает соус чили из томатов, перца и лука, а в Риохе и Наварре ценятся овощные соусы и гарниры. Каталонская кухня издавна имеет тесные связи с кухнями Южной Франции и Италии и поэтому отличается большим разнообразием. Основу многих главных блюд каталонской кухни составляют четыре соуса: софрито (из чеснока, лука, томатов, перца и зелени), самфаина (из томатов, перца и баклажанов), пикада (из чеснока, зелени и жареного миндаля) и али-оли (из чеснока с оливковым маслом). В Каталонии популярны густая и ароматная уха из морского чёрта и жареные свиные колбаски с белой фасолью в кипящем свином сале, а также рагу из свиной головы и свиных ножек. В Андалусии, где производится лучшее оливковое масло Испании, широко распространены блюда, приготовленные во фритюре. Для мурсийской кухни типичны сытные косидо, мурсийский мясной пирог и блюда из риса. Кастилия и Эстремадура считаются в испанской кухне «зоной жаркого». Сеговия знаменита своим жареным молочным поросёнком, Сория и Бургос — жареным ягнёнком. Деликатес из Саламанки — тушёный телячий хвост. Сыры являются важным предметом экспорта в Ла-Манче. Толедский марципан готовят по старинным мавританским рецептам. Мадридская кухня славится своим косидо — густым супом с нутом и требухой с кровяной колбасой морсильей и соусом из перца.

## Закуски

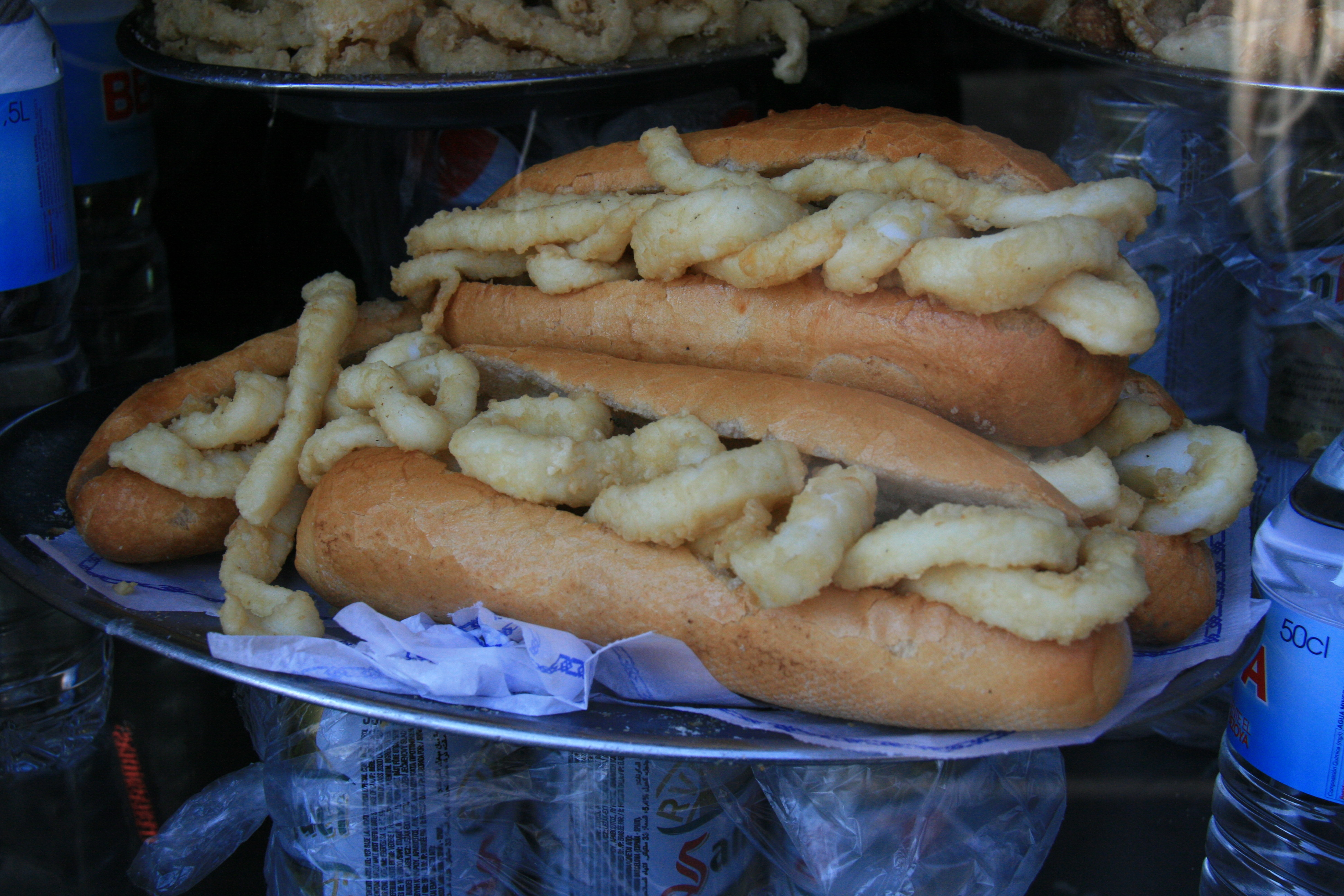
Бутерброды с кальмарами

Тапас (исп. Tapas) — закуска, подаваемая в Испании к пиву или вину. В Испании существуют специальные тапас-бары, где можно заказать несколько видов закуски на большую компанию. Среди излюбленных испанских закусок — оливки, в том числе с лимоном, тунцом или миндалем, разнообразные бутерброды, например, популярные в мадридских барах бутерброды с кальмарами, жареные креветки и кальмары, маринованная свинина, хамон, морсилья, картофельная тортилья, различные сырные закуски.
К закускам можно отнести и пироги с начинкой из мяса, рыбы и овощей. В каждом регионе Испании существуют свои названия и рецепты приготовления пирогов. Например, на Балеарских островах это кока — открытый пирог, напоминающий пиццу. В качестве начинки может использоваться традиционная колбаса, сардины, тунец. В Галисии готовят большой закрытый пирог эмпанада с начинкой из мяса, рыбы, грибов. В Каталонии готовят пирог (исп. pastel) с начинкой из мяса омара.

## Салаты
Как правило, обед в Испании начинается с салата из свежих или вареных овощей, морепродуктов, фасоли. В качестве заправки чаще всего используется оливковое масло или оливковое масло с уксусом.
Большой популярностью пользуется салат из морепродуктов (исп. ensalada de mar). В его состав входят креветки, мидии, кусочки отварного кальмара и другие дары моря, иногда — грибы и каперсы. Ингредиенты варьируются в зависимости от региона и времени года.
Испанцы очень любят томаты и чеснок, поэтому один из самых популярных салатов так и называется — томаты с чесноком (исп. ajotomate). Как правило, этот салат посыпается зеленью и заправляется оливковым маслом.
Русским салатом (исп. ensalada rusa) испанцы называют салат оливье.
Малагский салат готовят из необычных ингредиентов: вяленой трески, долек апельсина, оливок и репчатого лука. Также популярен салат из сельдерея, помидоров и апельсинов (исп. ensalada de apio y naranjas). Он подается с соусом из красного вина, оливкового масла, уксуса, соли и сахара. Другой салат из апельсинов, который может быть как сладким, так и солёным, называется ремохон.

## Супы
За салатом обычно следует суп. Это может быть заправочный суп (исп. caldo) или густой суп-пюре (исп. crema). Национальное блюдо испанской кухни — олья подрида, густой суп, тушёное мясо с овощами.
Один из наиболее знаменитых испанских супов — андалусский гаспачо (исп. gazpacho) — овощной суп из помидоров и огурцов, который готовится без термической обработки и подаётся на стол холодным, иногда даже с кубиками льда. Родом из Кордобы ещё один холодный суп — сальморехо. Рецепт сальморехо очень прост: хлеб замачивается в холодной воде, смешивается с помидорами, измельченным чесноком, оливковым маслом, приправами и другими ингредиентами. Другой известный и также холодный испанский суп без добавления томатов — ахобланко — также родом из Андалусии и популярен в Малаге и Гранаде.

## Блюда из риса
Самым знаменитым испанским блюдом, несомненно, можно назвать паэлью (исп. paella). Это приготовленное особым образом блюдо из риса. Существует множество рецептов приготовления паэльи. Сами испанцы утверждают, что их свыше трехсот. Классическая паэлья, помимо риса, включает в себя 6—7 видов рыбы и морепродуктов, курицу, белое вино, зелень и специи. В некоторых регионах Испании готовится паэлья из фасоли.
Валенсия — главный рисоводческий регион страны. Среди традиционных блюд этого региона: рис с помидорами, бобовыми, артишоками и другими овощами, рис с тунцом и овощами и чёрный рис, приготовленный с чернилами каракатицы (аррос-негре).

## Рыба и морепродукты

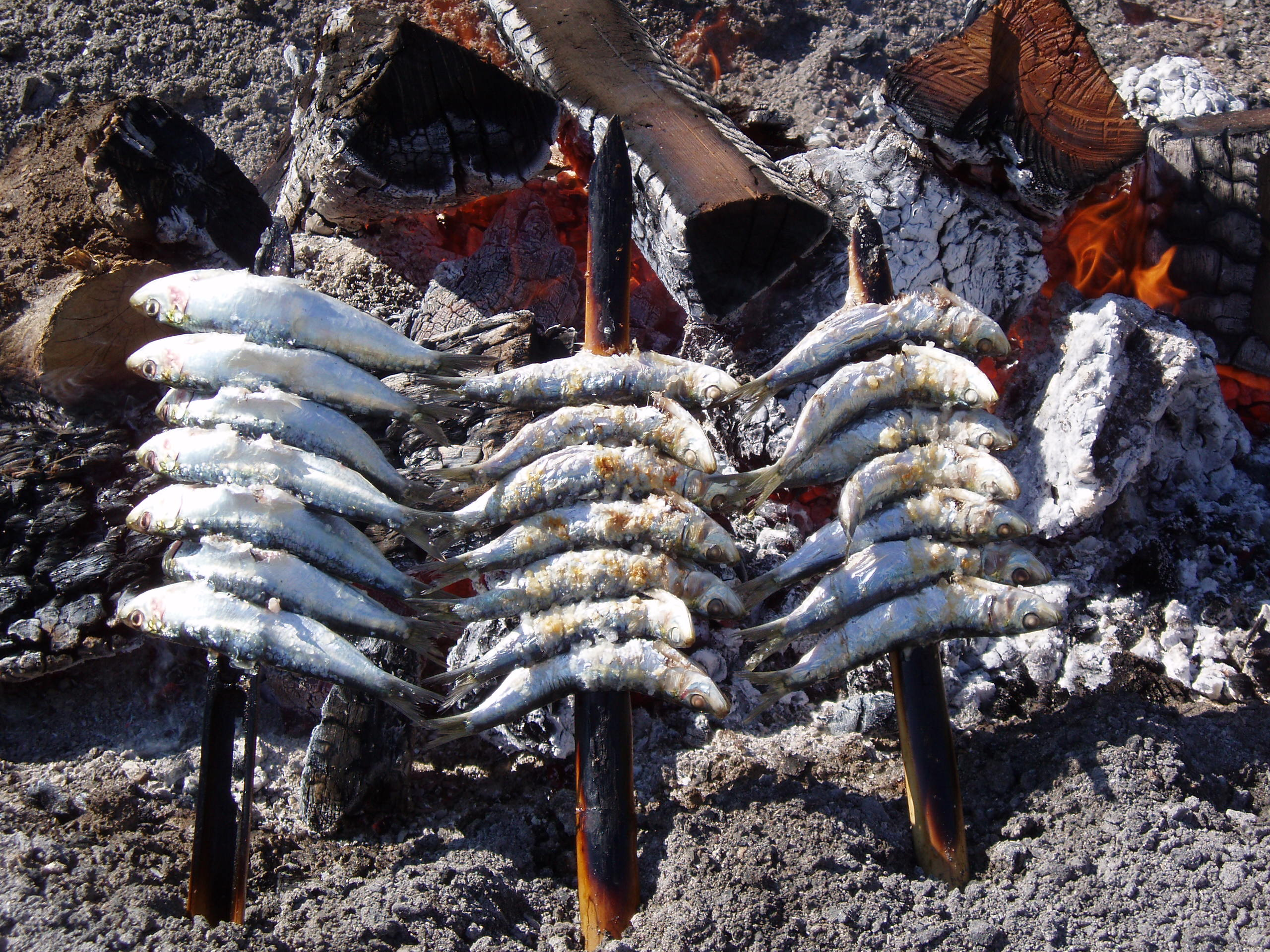
Малагское блюдо эспето

Рыба — основная составляющая средиземноморской диеты. Для испанцев рыба является одним из самых излюбленных блюд. К семейному столу её подают не только один раз в неделю или по праздникам, а гораздо чаще. В испанских водах водится огромное количество самых разных рыб. Одна из самых популярных рыб — тунец. Эта рыба особенно хороша, когда её готовят сразу же после того, как поймали. В Испании тунец готовится в самых разных видах: копчёный, жареный, консервированный. Вяленый тунец — мохама. Кумжу в Наварре жарят фаршированной хамоном. Андалусская кухня славится жаренной во фритюре рыбой пескадо фрито. Эспето — приготовленная на вертеле на углях рыба (чаще всего, сардины), обваленная в морской соли и хорошо прожаренная, типичное блюдо Малаги.
Анчоусы или «бокеронес» можно просто полностью обжарить в оливковом масле или есть сырыми с маслом и уксусом. Бокерон часто подают в качестве тапас в традиционных испанских ресторанах. К рыбе дополнительно приносят хлеб, чтобы макать его в соус, и немного петрушки для улучшения пищеварения.

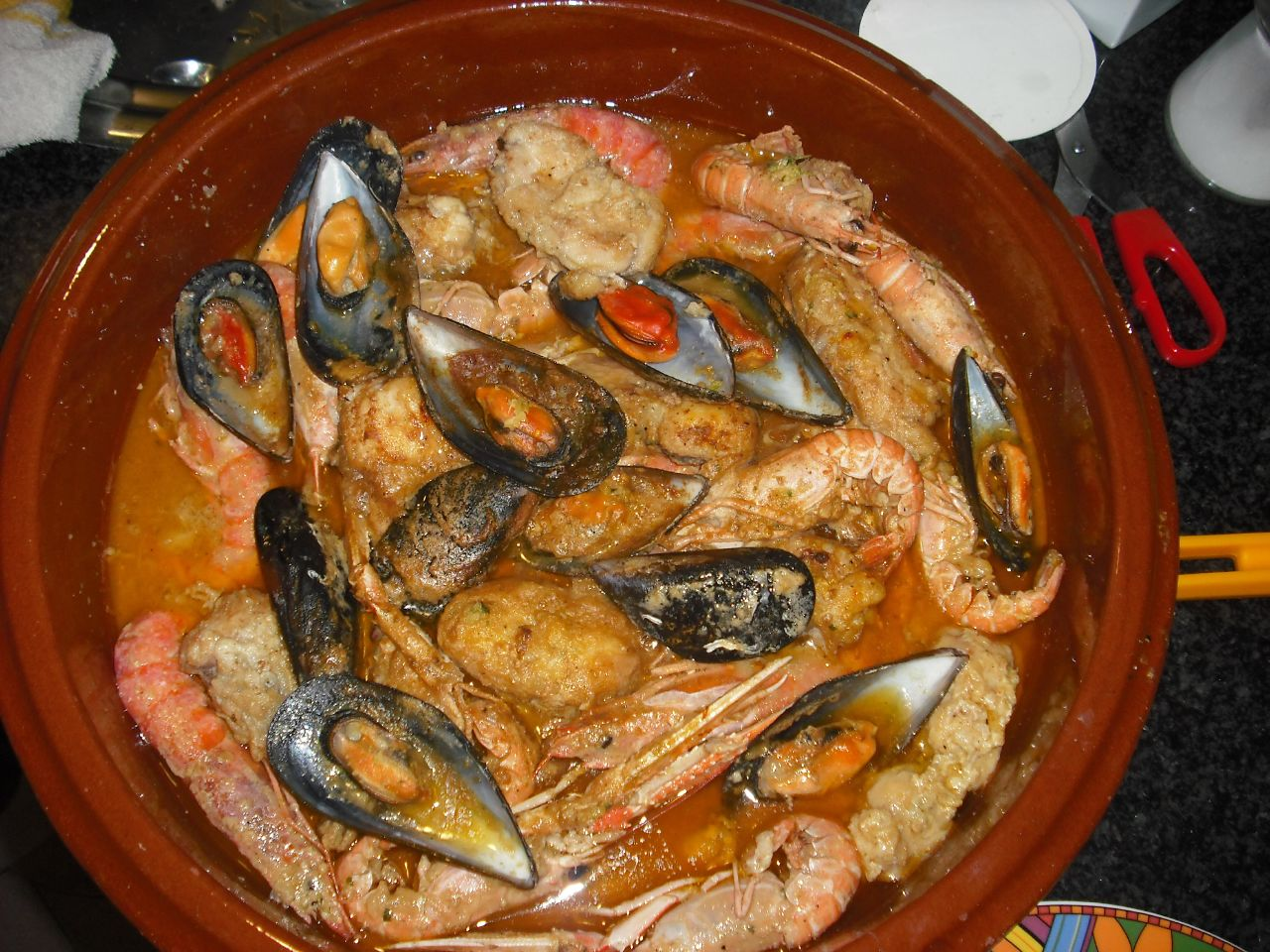
Сарсуэла

Морепродукты — неотъемлемая часть испанской кухни (Испания — вторая после Японии страна в мире по потреблению рыбы и морепродуктов). Испанцы обожают устрицы, морских гребешков, мидии, креветки и другие дары моря, из которых они готовят всевозможные супы, паэлью, соусы, подают как самостоятельное блюдо или как тапас. На средиземноморском побережье Испании популярно блюдо под названием сарсуэла — ассорти из тушёной рыбы и морепродуктов, залитое густым соусом. В Каталонии также популярен тип горячих блюд под названием мар-и-мунтанья («горы и море»), в которых рыба и/или морепродукты сочетаются с птицей и/или мясом, дополнением нередко служит рис.

## Мясо

### Хамон
Хамон (Jamón) — сыровяленый испанский окорок. Испанское лакомство и деликатес. Национальное сокровище и достояние страны. Хамон — основа иберийской кухни и в переводе с испанского — означает ветчина. Свиной окорок солят, сушат и вялят в строго определённых условиях, что, в конечном итоге, приводит к созданию одного из самых лучших и известных в мире мясных деликатесов. Хамон практически не содержит холестерина и является наиболее употребляемым мясным продуктом страны.
Традиционный для Испании хамон можно увидеть практически в любом баре и ресторане. Прямо к потолку подвешены внушительного вида свиные окорока, а один из них, початый, обычно закреплен в специальном станке на барной стойке.
Есть два основных типа хамона — Хамон Серрано (Jamón serrano) и Хамон Иберико (Jamón ibérico), который часто называют «pata negra» или «черная нога». Они различаются способом приготовления, длительностью приготовления, а самое существенное различие между Хамоном Серрано и Хамоном Иберико — порода свиней и их диеты. Внешне их можно различить по цвету копытца: у Серрано — белое, у Иберико — чёрное.

### Колбасные изделия
Помимо знаменитого хамона испанская кухня славится разнообразием колбасных изделий. Испанский вариант кровяной колбасы — морсилья — готовится по нескольким региональным рецептам, и наиболее известной является морсилья из Бургоса. Каталонская кровяная колбаса называется бутифарра. Испанская сырокопчёная колбаса чорисо из свинины с добавлением паприки и чеснока вошла также в кухни многих испаноязычных стран и Португалии. На Мальорке готовят колбасу собрассаду из вяленого свиного фарша.

## Птица
Во всех регионах Испании распространены блюда из птицы. Как правило, в пищу употребляется цыпленок (исп. pollo). В зависимости от традиционных способов приготовления, характерных для той или иной части Испании, мясо птицы жарится на вертеле или на решетке, тушится в хересе или сидре, фаршируется морепродуктами или овощами, запекается и т. д. Среди десятков разных рецептов выделяются цыпленок в хересе, цыпленок в томатном соусе, цыпленок, тушеный с овощами в винном соусе, цыпленок под соусом чилиндрон.
В Галисии большой популярностью пользуется мясо каплуна (исп. capón) — откормленного кастрированного петуха. Его мясо более нежное, чем у обычной курицы. Из каплунов готовят такие экзотические блюда, как каплун, фаршированный устрицами или каштанами.
В Наварре, граничащей с Францией, существует множество способов приготовления утки, вот некоторые из традиционных блюд: утиная печень в сливовом соусе, паштет из утки (исп. paté de pato), копченые утиные окорочка. Предпочтение отдается уткам породы mulard.

## Сладости и десерты

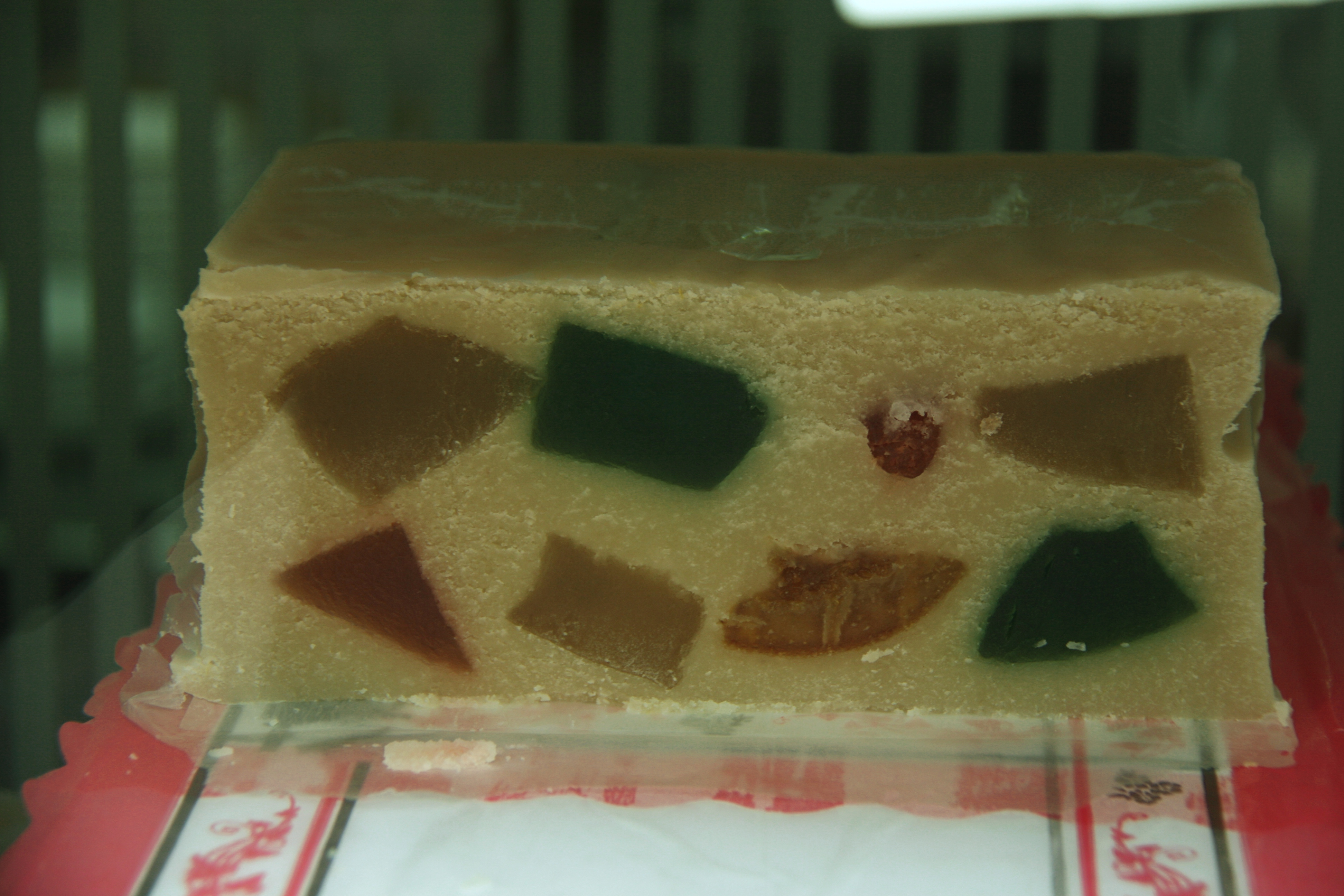
«Кадисский хлеб» из марципана с цукатами

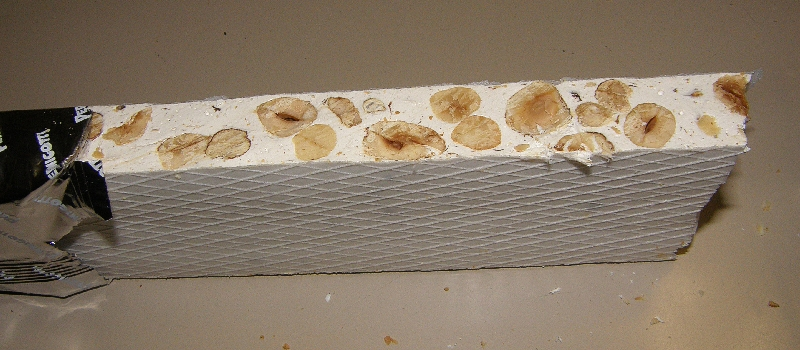
Классический (сухой) туррон

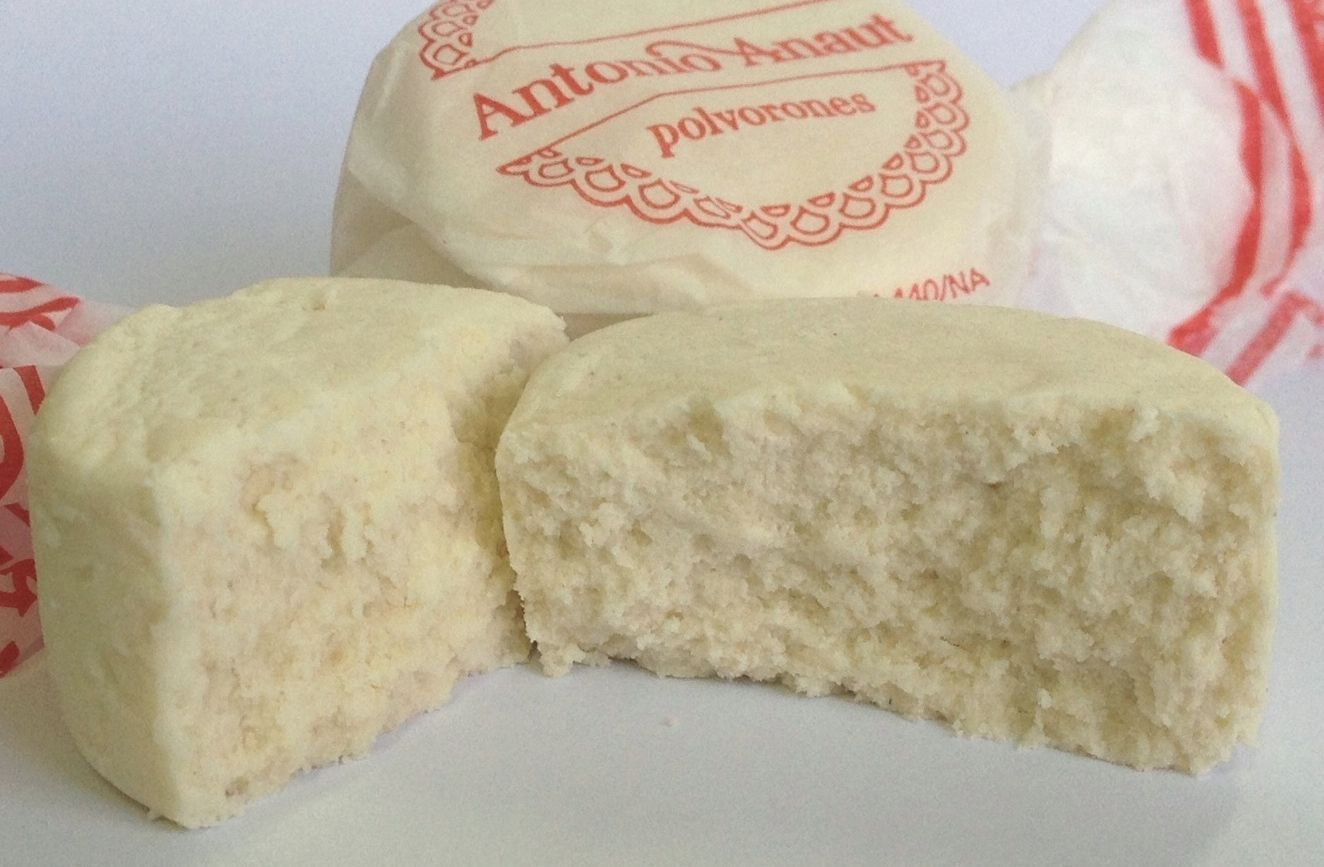
Наваррский польворон

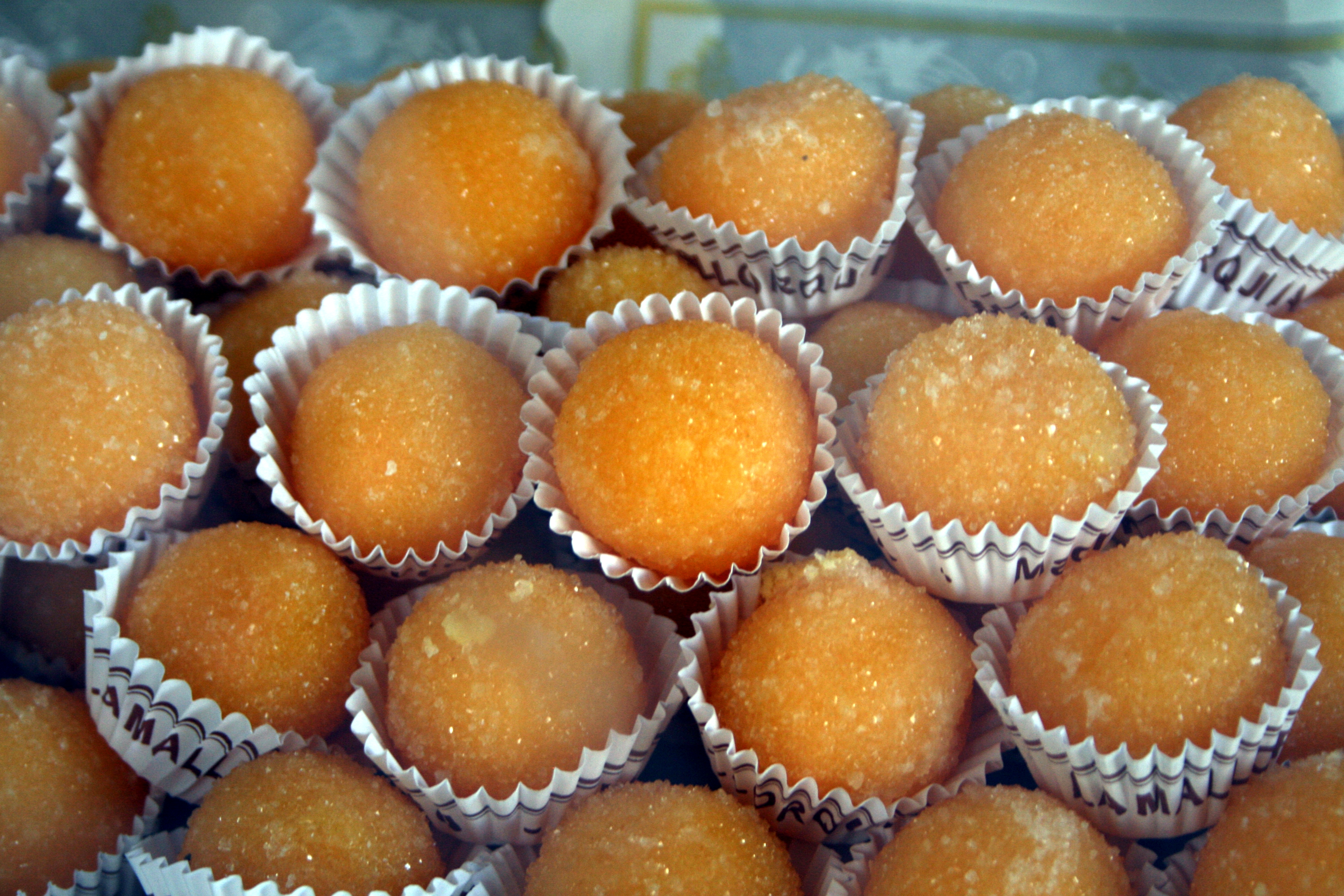
Желтки святой Терезы

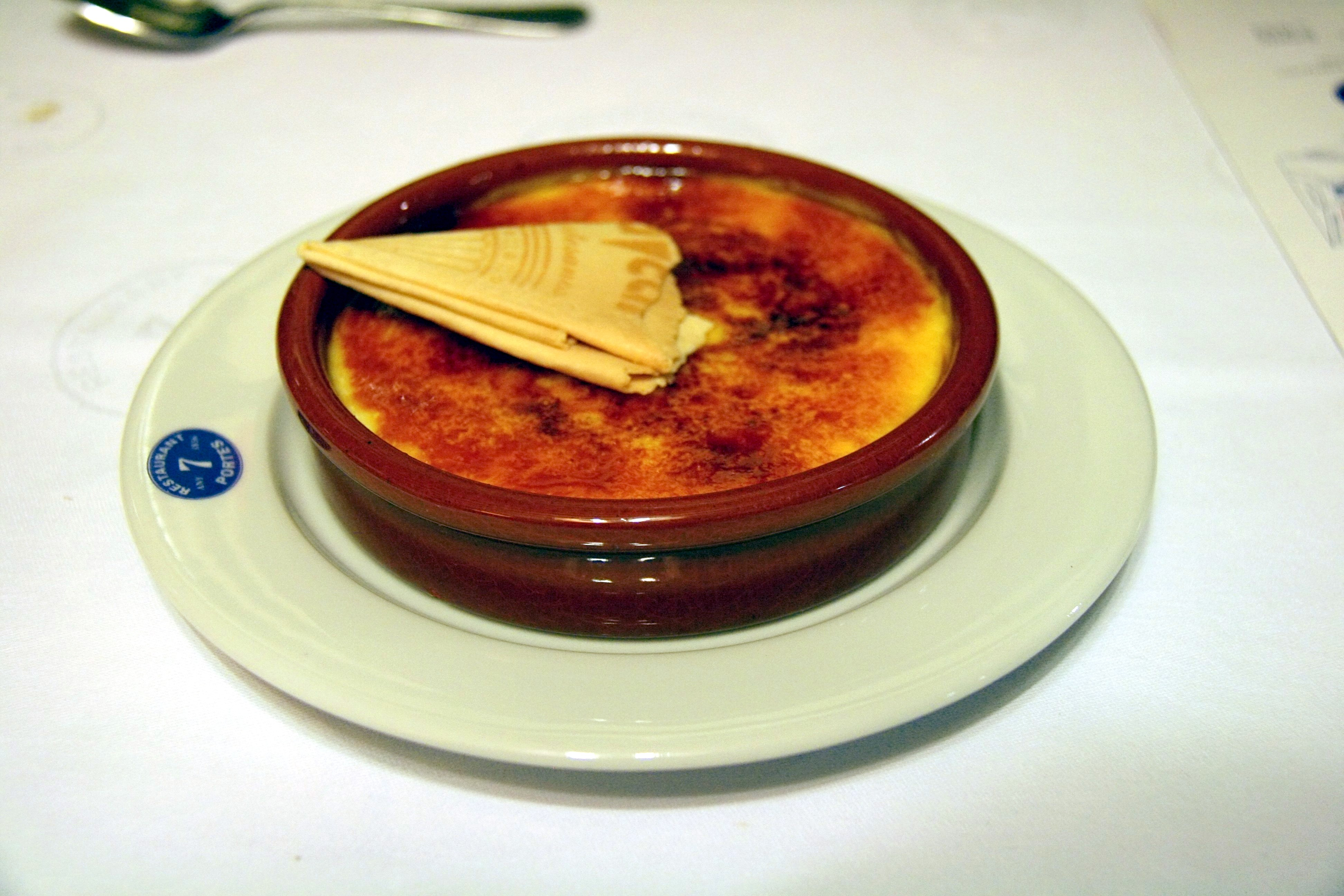
Каталонский крем

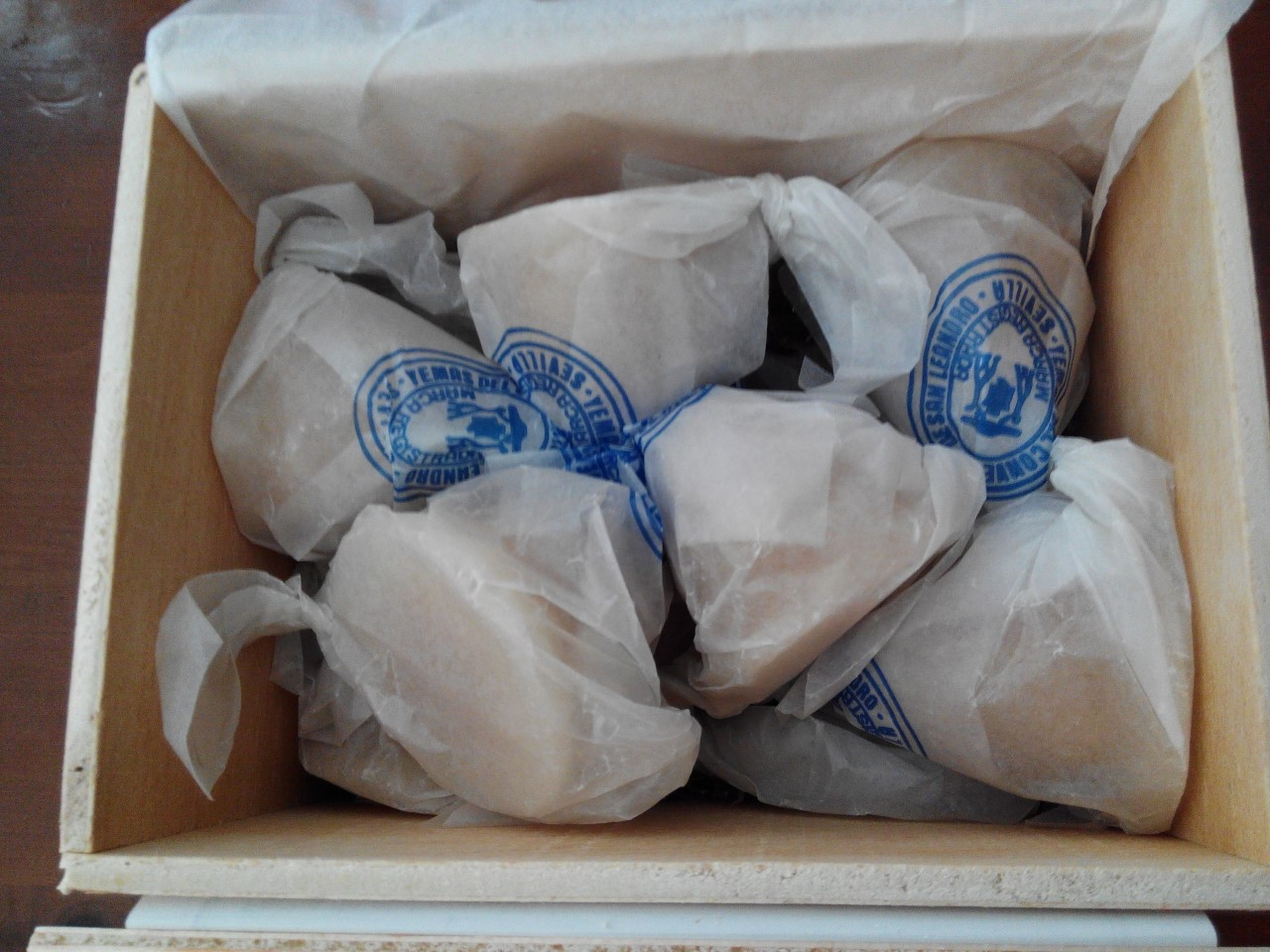
Желтки святого Леандра

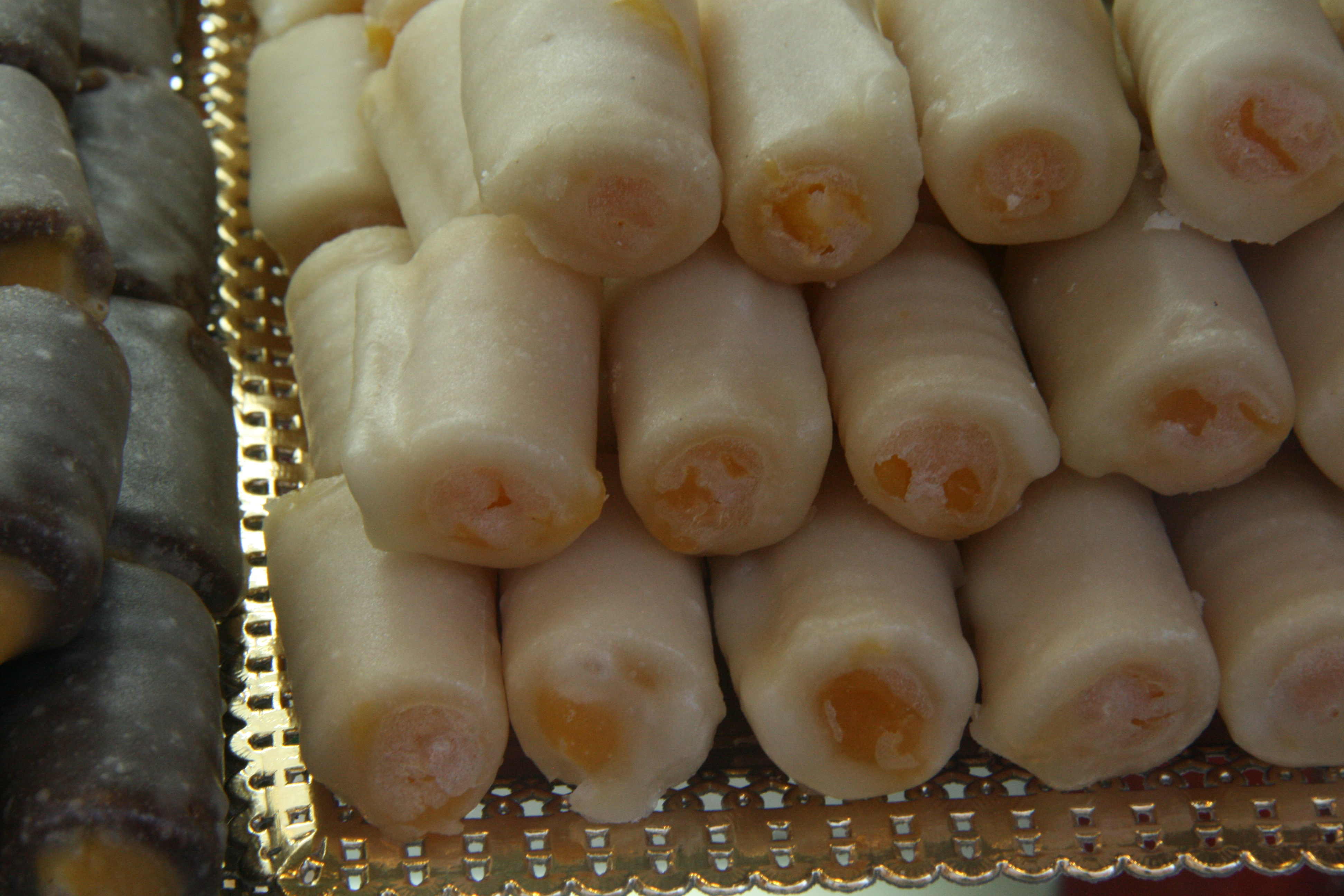
«Кости святого»

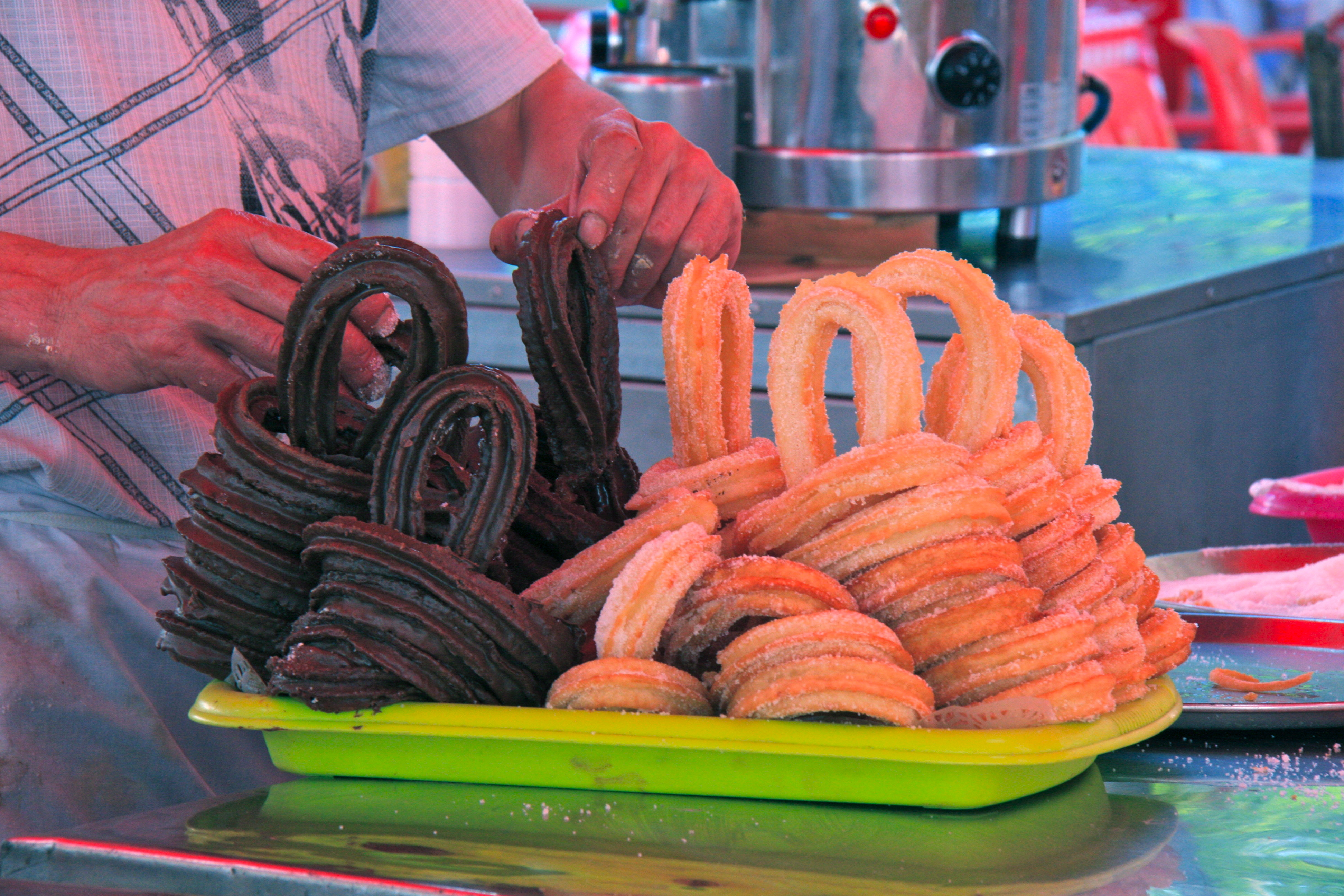
Испанские пончики-чуррос

Самая известная испанская сладость за пределами Испании — это, вероятно, туррон. Раньше испанские козинаки, если туррон можно с чем-то сравнить, делали к Рождеству. Но поскольку туррон теперь производят не столько для испанцев, сколько для туристов, эти сладости продаются круглый год.
Туррон — это нуга с орехами. Его производство досталось испанцам от арабов, которые населяли иберийский полуостров около тысячи лет назад. Задолго до появления сахара человечество подслащивало пищу мёдом, поэтому кулинарные изделия, которые готовились на меду, уходят корнями в далёкое прошлое. Традиционный туррон делается из продуктов высокого качества — мёда, яичного белка и различных орехов. Так же можно встретить его и с шоколадом, сухофруктами и воздушным рисом.
Польворон, как и туррон — испанская рождественская сладость, без которой не обходится ни один испанский стол в праздничные дни. Это очень рассыпчатое печенье, его название так и переводится с испанского: «polvo» — пыль, а «pólvora» — порох. Испанцы утверждают, что это печенье имеет испанские корни, и ни в коем случае не мусульманские. В этом можно убедиться, посмотрев ингредиенты. Ведь настоящий польворон изготавливается на свином жире, в него ещё обязательно добавляется жареный миндаль, корица и молотый кунжут. В Испании считается, что лучший польворон делается в Андалусии и оттуда распространяется по всей стране. Наполнитель у этого печенья может быть разный — лимонный, шоколадный, анисовый.
Не меньшей популярностью пользуются в Испании разнообразные кремы (cremas) [кремас] и пудинги (flanes) [фланес]. Один из излюбленных испанских десертов — каталонский крем (crema catalana) [крема каталана]. В его состав входят яичные желтки, сахар, молоко, лимонная цедра и корица.
Широкой популярность по всей Испании пользуется своеобразный аналог «советских» (то есть жаренных во фритюре) пончиков — чуррос (churros; ед. ч. — чурро), которые здесь имеют вытянутую форму. Их нередко продают на улице с лотков и едят горячими, посыпав сахарной пудрой. Среди популярной испанской уличной еды можно назвать и вафли.
Брикетированный айвовый мармелад (dulce de membrillo), который режут ножом и кладут на хлеб, можно встретить в продаже в универмагах по всей Испании.
Среди традиционных сладких блюд Канарских островов — миндальный крем (bienmesabe) [бьенмесабе] и молочный пудинг по-канарски (leche canaria) [лече канария].
В Наварре готовят сладкий рисовый пудинг (arroz con leche), весьма напоминающий густую кашу. Его поверхность обязательно посыпают молотой корицей.
В Стране Басков и Астурии самый популярный фрукт — яблоко. Среди излюбленных десертов басков и астурийцев — печёные яблоки с начинкой из орехов и сухофруктов, яблоки с ванильным кремом, яблочный пирог, яблочные гренки, яблочный пудинг.
В Валенсии и Мурсии часто встречаются десерты из цитрусовых, например ломтики апельсина в ликере (naranjas con licor) [наранхас кон ликор], или апельсиновый пудинг (flan de naranja) [флан де наранха].
Район города Авилы славится особым десертом — желтками святой Терезы. Эта сладость первоначально готовилась в местном женском монастыре, основанном святой Терезой Авильской. Сладости, производимые в монастырях, существуют и в других испанских городах, например, Желтки святого Леандра до сих пор вручную изготавливают католические монахини в Севилье.
Говоря о галисийских сластях, нельзя не упомянуть каштаны в сахарной глазури. Здесь они называются по-французски — marrón glacé [маррон гласе]. Очень популярны различные виды безе, например безе с кокосом (cicadas) [сикадас]. Также родом из Галисии миндальный торт Сантьяго, посвящённый святому покровителю Испании, апостолу Иакову Зеведееву.
«Винодельческий регион номер один» — Ла-Риоха — славится также и сладкими блюдами. Среди них — груши в красном вине (peras al vino tinto) [nepac аль вино тинто], персики в вине (melocotones con vino) [мелокотонес кон вино] и винный сорбет (sorbete de La Rioja) [сорбете де ла риоха]. Впрочем, подобные десерты встречаются и в других районах Испании.

## Сыры
Сыры производятся во всех регионах Испании. В отличие от соседней Франции, их редко используют для приготовления сложных блюд. Испанцы предпочитают нарезать сыр ломтиками и подавать к столу или класть на хлеб.
Самый известный испанский сыр — кабралес с голубой плесенью. Он производится в Астурии из смеси коровьего, овечьего и козьего молока. У этого сыра достаточно резкий запах и острый вкус. По традиции сыр кабралес положено покрывать экскрементами животных и затем заворачивать в кленовые листья, однако в наше время большинство производителей отказались от подобной технологии. В Астурии производят и другой знаменитый сыр, afuega’l pitu [афуэгаль питу]. Его название можно перевести как «утопи цыплёнка». Он вырабатывается из козьего молока и отличается особой твёрдостью. По одной из версий, именно с этим связано необычное название сыра: проглотить такого «цыплёнка» не так-то просто, лучший выход запить его вином.
Испания славится разнообразием сыров. В каждой местности есть свой изысканный сорт сыра. В Галисии — это сан-симон и тетилья из коровьего молока. Самым знаменитым сыром в Стране Басков считается идиасабаль. Его готовят из овечьего молока и коптят на буковых углях. В Кастилии — Ла-Манче производят сыр манчего из овечьего молока. В Кастилии и Леоне одним из лучших считается бургосский сыр — молодой сыр из овечьего молока, который бывает как пресным, так и солёным. Здесь же, в провинции Самора производится одноимённый твёрдый сыр из овечьего молока. В Каталонии вырабатываются сыры из козьего молока. Например, montsec — в процессе созревания его поверхность натирают пеплом. На Балеарских островах из коровьего молока изготавливают сыр mahon. Благодаря добавлению приправ он обладает несколько острым вкусом. Самый известный сыр Эстремадуры — пласенсийский сыр из козьего молока с характерным красноватым оттенком благодаря добавлению паприки. В провинции Касерес производится козий сыр иборес.

## Алкоголь
Наиболее крепкими из традиционных спиртных напитков Испании являются различные виды агуардиенте (исп. aguardiente, буквально — «горящая вода»), производящиеся путём дистилляции сброженного фруктового или овощного сырья. Самым распространённым из них является орухо, перегоняемый из остатков винограда, отжатого при процессе изготовления вина.

### Херес
Херес — вино, производимое в Испании. Своё название это вино получило от города Херес-де-ла-Фронтера.
Это крепленое вино, изготовленное из трех сортов винограда Паломино Фино, Педро Хименес и Москатель. Мавры, в течение долгого времени оккупировавшие часть территории Испании, называли местное вино «шериш», от этого слова произошло английское название хереса — «шерри» (sherry). Например, Фино, прозрачный, светлый сухой напиток Амонтильядо обладает ярко — янтарным цветом и немного сладковатым вкусом, Олоросо — темно-золотой с насыщенным вкусом, Педро Хименес самый сладкий напиток с привкусом изюма, Крим цвета красного дерева и сладкий на вкус, Пейл Крим соломенного цвета и очень сладкое, а Медиум купажированный напиток, ярко — красного цвета. Он хорош как в чистом виде, так и в виде коктейлей. Он прекрасно сочетается с водкой, виски и джином. Коктейли на его основе являются прекрасным аперитивом.

### Вино

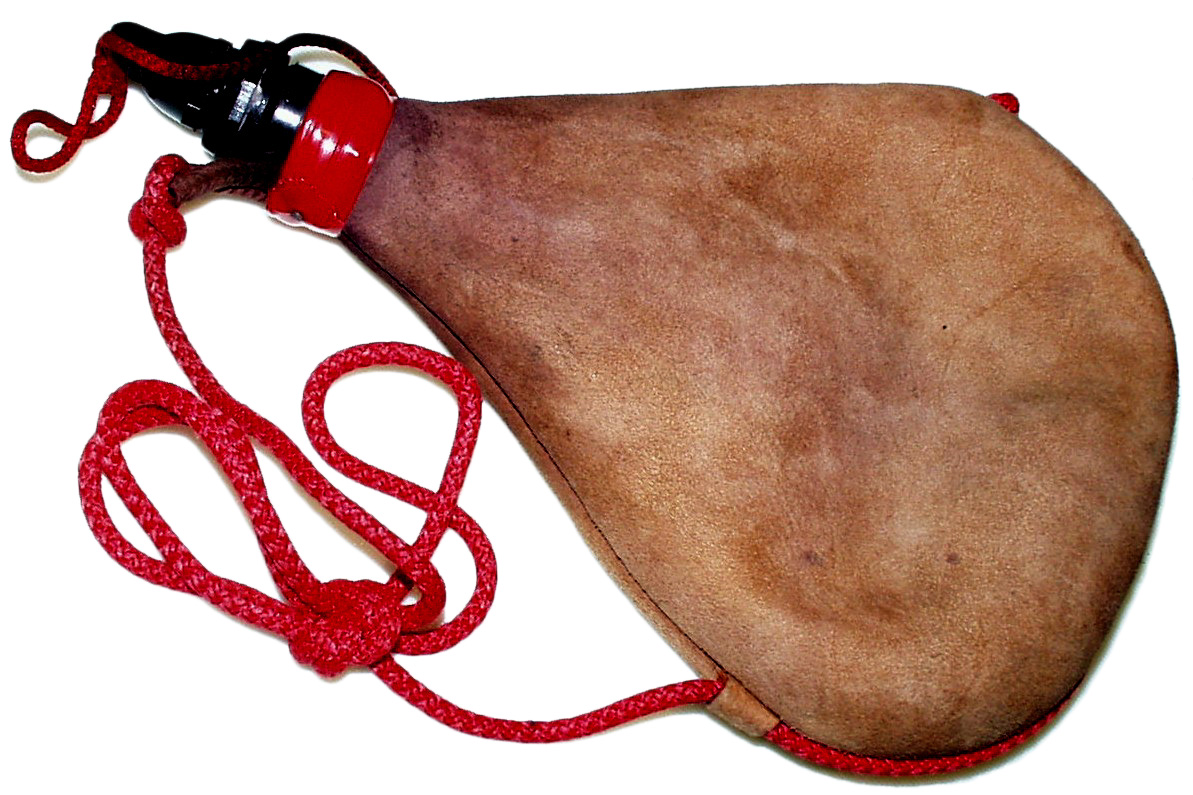
Бурдюк с красным сухим вином

Вино — самый употребляемый напиток в Испании. Вино является основным элементом всех региональных кухонь со времен римлян, которые распространили искусство виноделия на Пиренеях. Сегодня вместе с Францией и Италией Испания составляет тройку самых крупных производителей вина в мире.
В 60 винодельческих регионах Испании выращивают около 90 сортов винограда.

### Сангрия
Сангрия — это традиционный испанский напиток красного цвета (отсюда и название: исп. sangría от исп. sangre — кровь) из сухого красного вина, подслащенного, приправленного пряностями и с добавлением различных фруктов, чаще цитрусовых.
Сангрию принято подавать в кувшинах и разливать по широким бокалам со льдом.

### Сидр
Сидр вырабатывается в Астурии (север Испании). Он бывает двух разновидностей: исп. sidra natural и исп. espumosa. Натуральный сидр — сухой, с содержанием алкоголя 5—6 %, обладает ярким букетом и ценится выше. Второй вид — игристый полусухой напиток с добавлением сахара. В Стране Басков производят исп. sidra pittara крепостью 4 %.

### Пиво
Испанцы потребляют гораздо меньше пива, нежели немцы или чехи, однако в последнее время продажи этого напитка в стране значительно возросли.
Среди наиболее популярных сортов: в Мадриде — исп. Mahou, в Малаге — исп. San Miguel, в Севилье — исп. Cruzcampo, в Гранаде — исп. Alhambra.
При заказе пива: Канья (Саñа) — небольшая порция (стакан, или фужер); Харра (Jarra) — большая кружка.
Мировую известность получили испанские крафтовые пивоварни: к примеру, Edge Brewing Barcelona, Nómada Brewing Co., Cerveses La Pirata.

### Ликеры
Среди наиболее известных испанских ликеров Licor 23 (в его состав входят 23 различных компонента) и Ponche Caballero [понче кабальеро] с тонким вкусом специй и пряностей. Балеарские острова славятся замечательными ликерами из трав. Это, прежде всего, Hierbas de Mallorca [ербас де мальорка]. В состав этого ликера входят вытяжки из 25 различных растений, среди которых — мята, полынь, розмарин, лаванда и мирт. Существует три разновидности этого ликера: сладкая, сухая и смешанная (mix).
Также широко известен испанский ликёр пачаран, изготовляемый путём купажирования сахарного сиропа, спиртовой настойки ягод терновника, аниса и, как правило, небольших добавок различных ароматических эссенций — чаще всего фруктовых или ванильных.
На Балеарах производится довольно крепкий ликер Palo [пало]. На заре своего возникновения он использовался как средство от малярии, так как содержал лечебное вещество хинин. Впоследствии рецепт был усовершенствован: в Palo стали добавлять сахар, корицу, мускатный орех, экстракт плодов рожкового дерева и другие компоненты. Как и Hierbas de Mallorca, Palo бывает сладким и сухим. Ликер Frigola [фригола] производится на острове Ивиса из листьев и цветов тимьяна.
Во многих регионах Испании вырабатываются ликеры из различных фруктов: Licor de manzanas [ликор де мансанас] из яблок, Licor de melocotones [ликор де мелокотонес] из персиков, Licor de fresas [ликор де фресас] из земляники, Licor de guinda [ликор де гинда] из вишни и Licor de platanos [ликор де платанос] из бананов. Встречаются и очень необычные разновидности: так, в Эстремадуре производят Licor de bellota [ликор де бельота] — ликер из желудей, в Мурсии — Licor de cantueso [ликор де кантуэсо] — ликер из лаванды и Licor de canela [ликор де канела] — ликер из корицы.

## Безалкогольные напитки

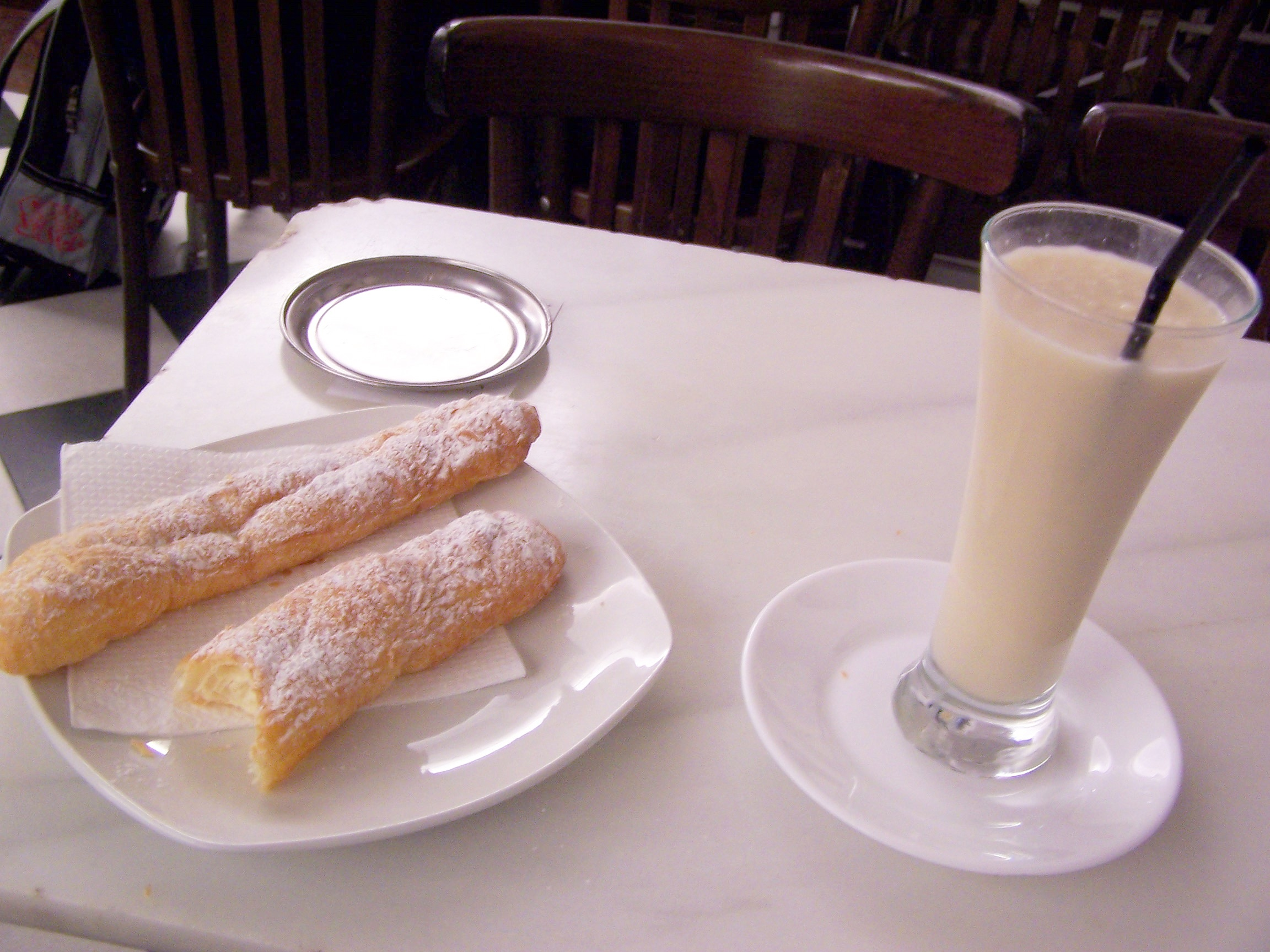
Стакан орчаты с булочками—фартонами.

Орчата (Horchata): своеобразный белый, немного сладкий напиток, приготовленный, по наиболее традиционному рецепту, из чуфы (земляного миндаля), но может использоваться и миндаль обычный. Орчату можно попробовать в барах, ресторанах, но, как правило, — в орчатериях («Horchateria»). Орчата из чуфы наиболее популярна в регионе Валенсия, где её подают холодной, со специальной сладкой булочкой — фартоном. Фартон (fartón) по форме напоминает маленький багет, его положено обмакивать в орчату. Сумо (Zumo): сок — выбор соков весьма разнообразен. Интересное сочетание — смесь сока апельсина и лимона. Гранисадос (Granizados) — замороженный сок. Минеральная вода (Agua mineral -агуа минераль) — обычно подаётся со льдом.

### Чай и кофе
В Испании не очень принято пить чай. По-испански чай будет звучать как инфусьон (infusión, буквально «настой») или тэ (té). Кофе (café) — подается в Испании в барах, кафе, ресторанах в различных вариантах: «кафе соло» — чёрный кофе, «кафе кортадо» — кофе с незначительным добавлением молока, «кафе кон лече» — кофе с молоком.

## Галерея

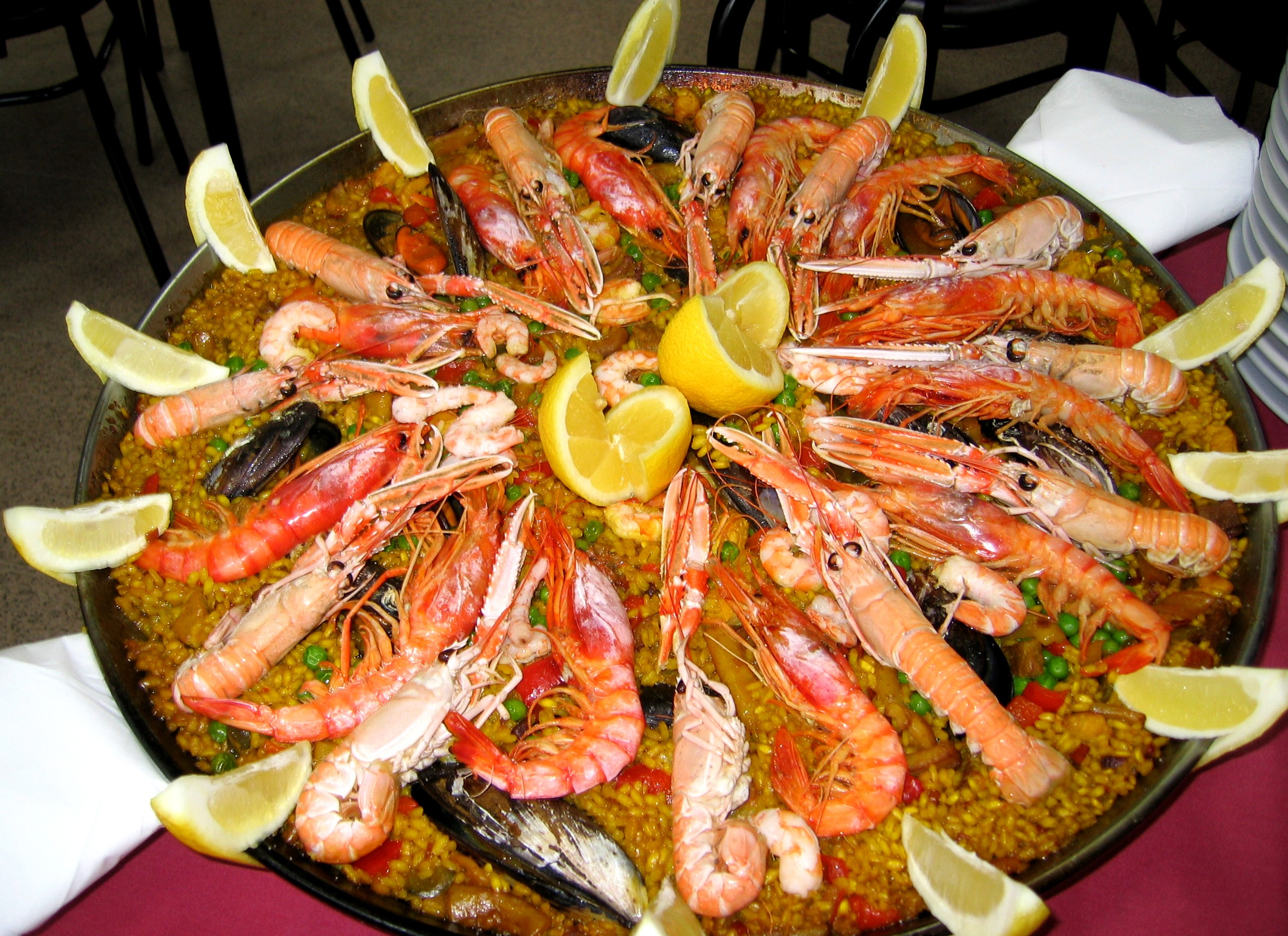
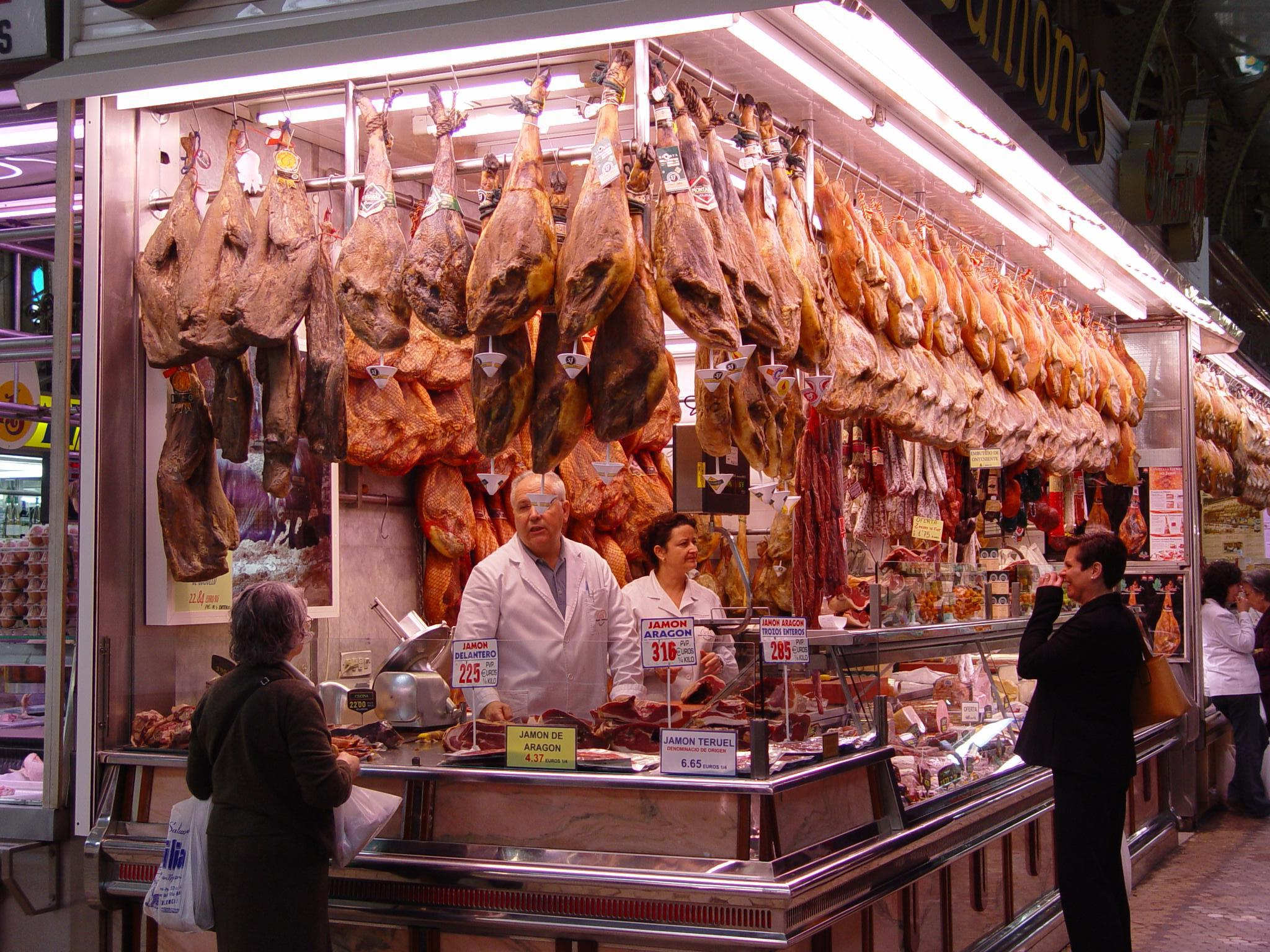
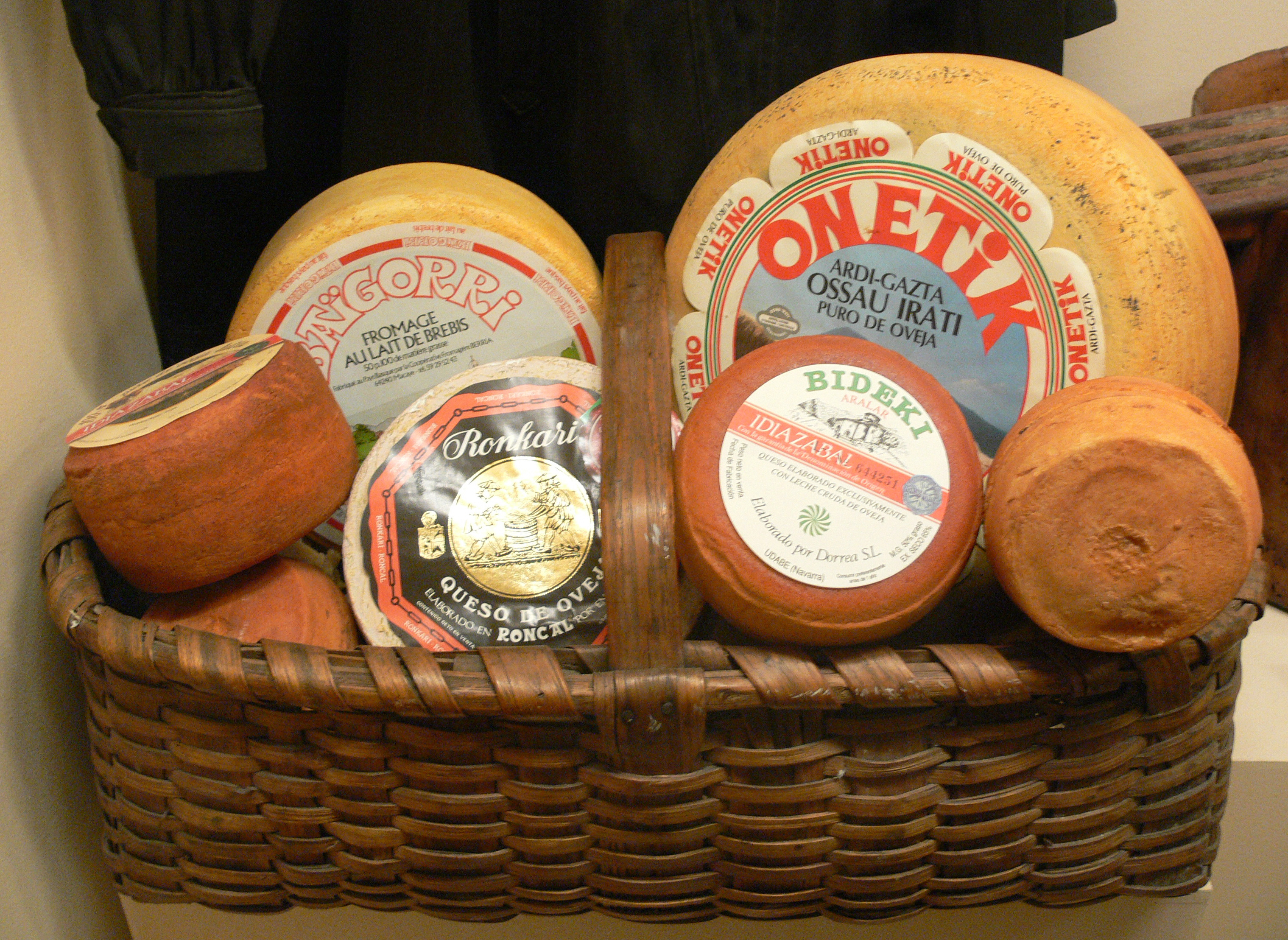
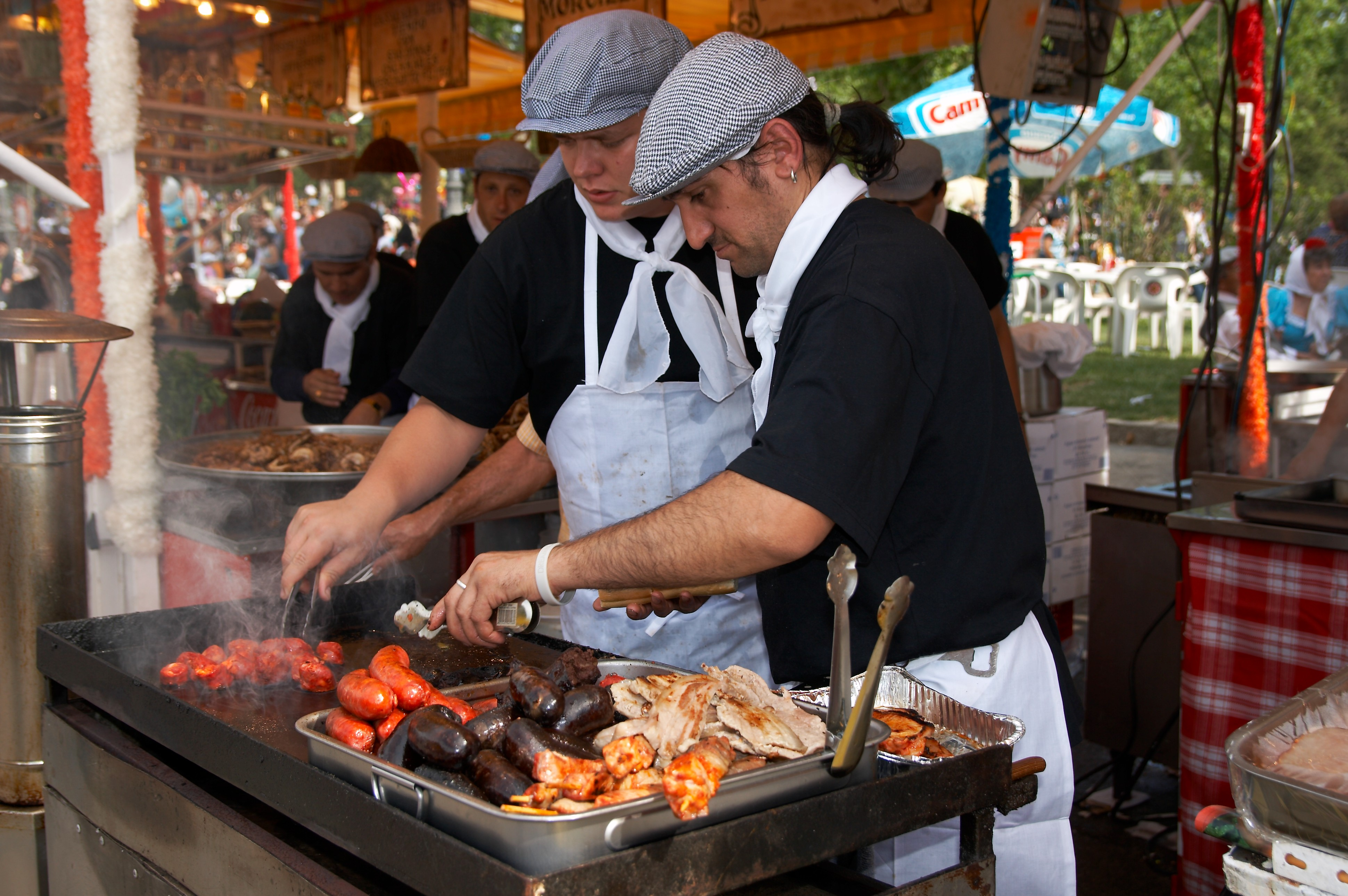
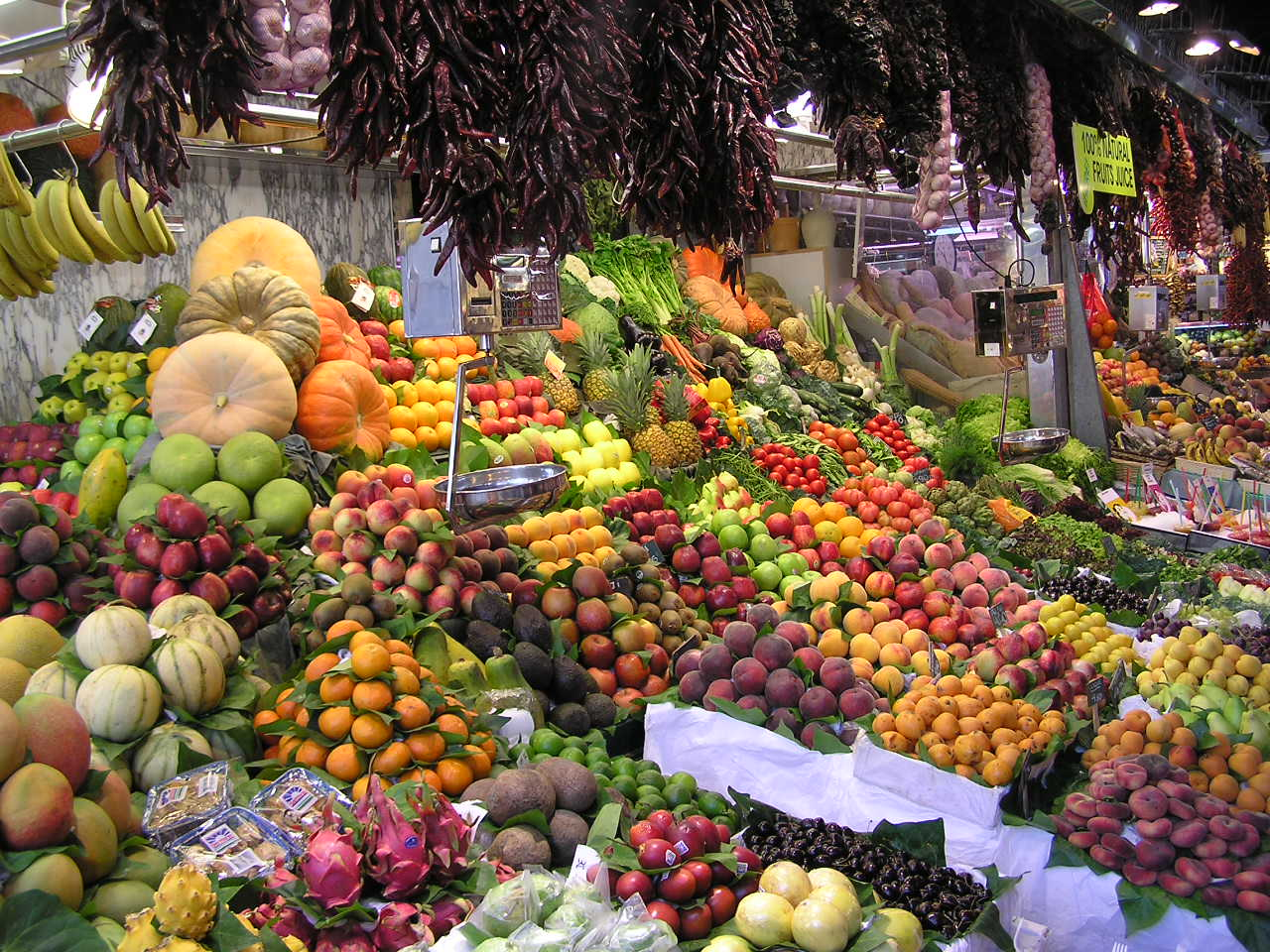
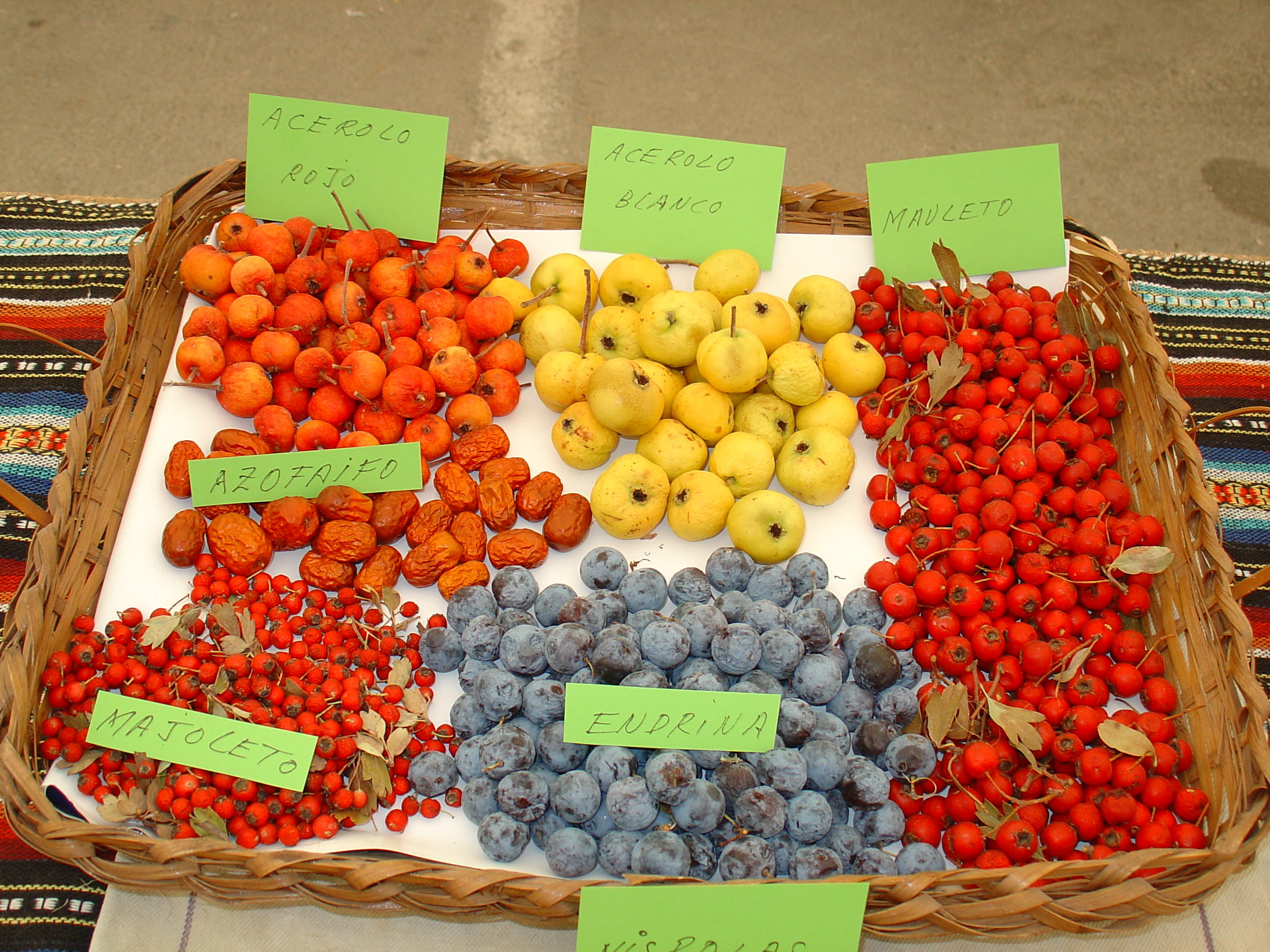
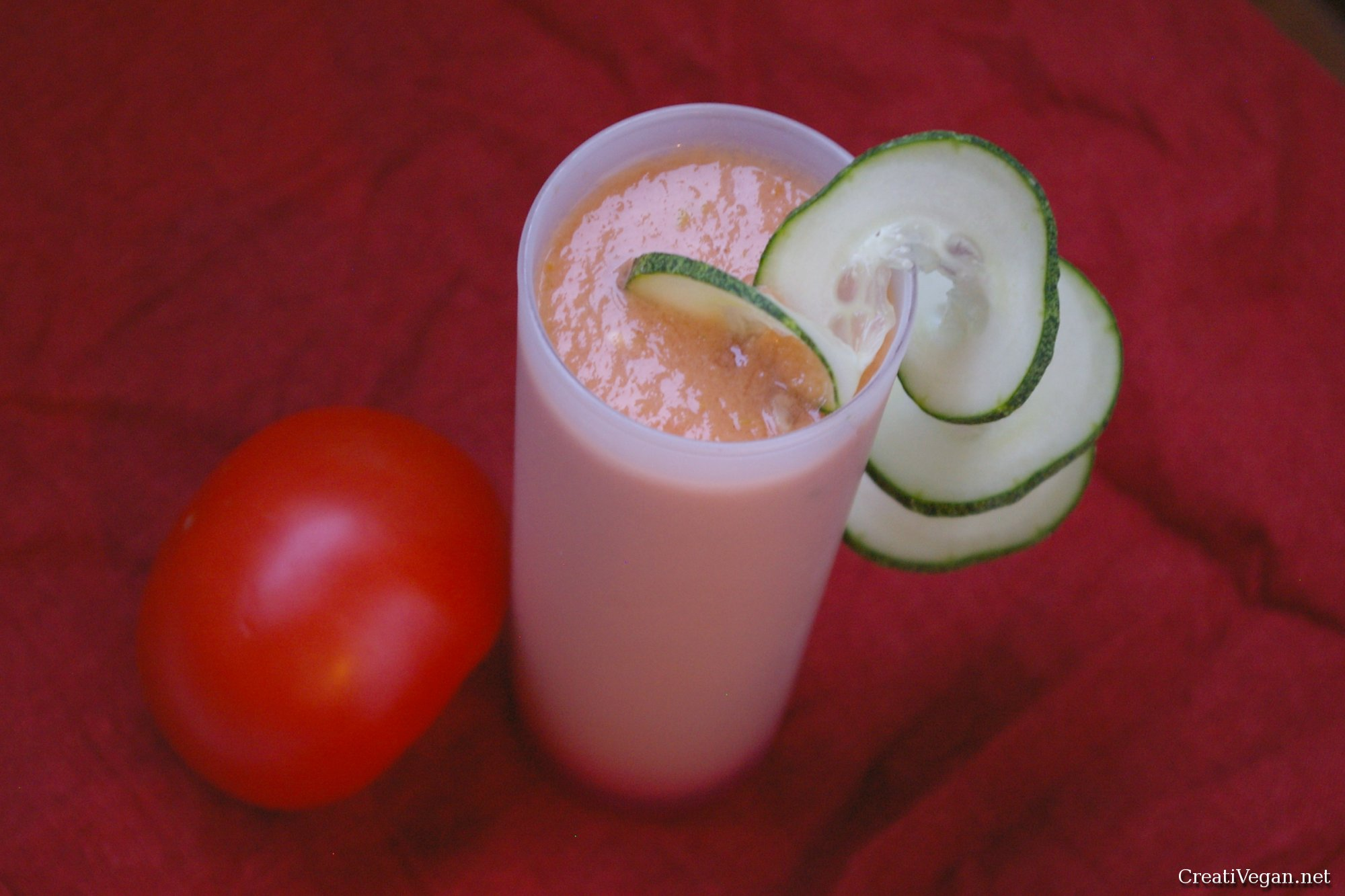
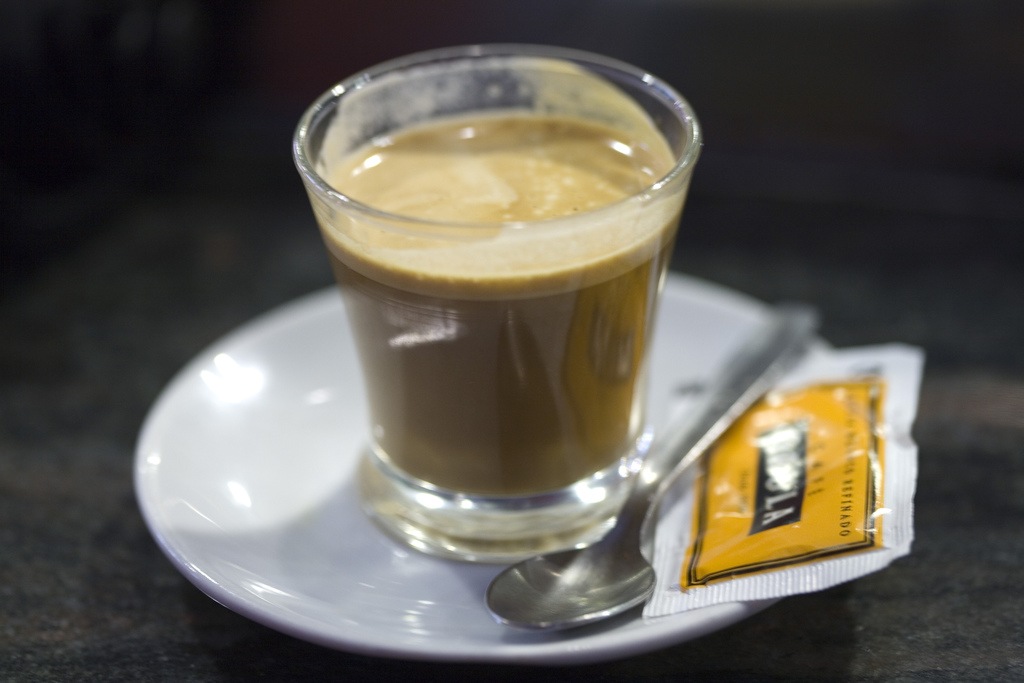